# Houdini (canción de Dua Lipa)
«Houdini» es una canción de la cantante albanobritánica Dua Lipa. Fue lanzada el 9 de noviembre de 2023 a través de Warner Records, como el sencillo principal de su tercer álbum de estudio, Radical Optimism (2024). La canción fue escrita por Lipa, Caroline Ailin, Tobias Jesso Jr. y los productores Danny L Harle y Kevin Parker.
«Houdini» recibió críticas generalmente positivas por parte de los críticos musicales, quienes elogiaron la evolución sonora de su álbum anterior Future Nostalgia (2020). La canción alcanzó la posición número uno en varios países, incluidos Bélgica, Bulgaria, Croacia y Grecia. Alcanzó la posición número dos en el Reino Unido y el top 10 en varios países, incluidos Alemania, Australia, Canadá, Francia, Irlanda y Suiza. En los Estados Unidos, la canción alcanzó el puesto número 11 en la lista Billboard Hot 100 y el número uno en la lista Dance/Electronic Songs. «Houdini» también alcanzó el puesto número tres en la lista Billboard Global 200.

## Antecedentes
En 2023, Lipa anunció que su próximo tercer álbum de estudio se lanzaría en algún momento de 2024. Compartió que había abrazado la psicodelia de la década de 1970 al trabajar con Kevin Parker de Tame Impala, un cambio del sonido disco de Future Nostalgia (2020). «Houdini» comenzó como una maqueta producida por Parker en algún momento de noviembre de 2022 o antes. Después de escuchar un fragmento de la pista, Lipa comenzó a escribir la letra con Caroline Ailin antes de finalizarla con Parker en enero de 2023. Ailin, Lipa, Parker, Danny L Harle y Tobias Jesso Jr. comparten créditos de escritura en la canción.
En mayo de 2023, Lipa lanzó «Dance the Night» como el sencillo principal de la banda sonora de Barbie de Greta Gerwig, en la que también hizo su debut como actriz. La canción alcanzó el puesto número uno en el Reino Unido y el top 10 en Australia, Alemania, Canadá, Estados Unidos, Francia y varios otros países. Después de haber eliminado todas sus publicaciones de Instagram el 12 de octubre de 2023, Lipa publicó una foto de ella con el pelo rojo con la descripción «miss me?» [«¿me extrañas?»]. Dos semanas después, el 27 de octubre, compartió una imagen en primer plano de una llave entre sus dientes, acompañada de la frase «catch me or I go» [«atrápame o me voy»]. En anticipación a la canción, Lipa reemplazó la portada de sus álbumes anteriores con versiones caleidoscópicas en los servicios de streaming.
Lipa publicó un adelanto de la canción en sus redes sociales el 31 de octubre de 2023, insinuando el título de la canción en la publicación. Una combinación reordenada de números deletrearía el título «Houdini», que lleva el nombre del artista del escape Harry Houdini. Billboard notó que muchos de los fanáticos de Lipa también descubrieron paralelos con una canción del mismo título (1982) de la cantante británica Kate Bush, cuya portada del álbum también hace referencia a Houdini presentando una llave en su boca. Al día siguiente, anunció la fecha de lanzamiento de la canción.

## Composición
Musicalmente, «Houdini» es una canción de nu-disco, pop, post-disco, neopsicodelia y electrónica con un ritmo de four-on-the-floor. De acuerdo con Variety, la canción tiene «un ritmo apasionante, un hook de bajo palpitante y algunos lavados de sintetizador muy de los 80 que recuerdan vagamente a "It's My Life" de Talk Talk». Líricamente, la canción ve a Lipa desafiando a «un amante potencial para intentar inmovilizarla antes de que desaparezca en un instante».

## Recepción crítica
«Houdini» recibió críticas generalmente positivas por parte de los críticos musicales. Helena Brown de The Independent le dio a la canción 5 de 5 estrellas, mencionando que a pesar de que «hay algo de estupidez en la letra», afirmó que «el pop no es lugar para la pedantería, especialmente cuando se trata de una cantante cuyo éxito de cuarentena, "Levitating", la hizo reír ante la gravedad». Rhian Daly de NME le dio a la canción 4 de 5 estrellas, escribiendo que «si bien es posible que esté cambiando su paleta sonora, hay una cosa con la que puedes confiar en que Dua será consistente: brindarnos bops llenos de confianza que nos ayudan a desbloquear las mejores versiones de nosotros mismos, aunque sea solo por tres minutos».
Betsy Reed de The Guardian le dio a la canción 4 de 5 estrellas, afirmando que «es ferozmente pegadizo sin ser contundente, y hace un trabajo más convincente al combinar [el] aprecio [de Lipa] por los sonidos antiguos con una composición pop elaborada con diamantes que Future Nostalgia. Para Lipa, ser una estrella del pop claramente sigue siendo el evento principal, y "Houdini" no sugiere que haya ninguna amenaza a su dominio.» Jem Aswad de Variety declaró que la canción era «tanto una progresión como una continuación de Future Nostalgia».
Escribiendo para Clash, Robin Murray mencionó que «llena de miradas lascivas líricas y el extraño doble sentido, es [Lipa] haciendo lo que mejor sabe hacer: una estrella del pop reluciente y bañada por el sol que anhela dominar grandes espacios». Escribiendo para Pitchfork, Shaad D’Souza mencionó que la canción «no reinventa la rueda: Lipa se burla de un hombre para que le demuestre que merece su atención, directamente en el modo descarado e invulnerable Future Nostalgia. Pero la producción de Kevin Parker y Danny L Harle proporciona algo del impulso y la chispa loca que faltaban en las pistas de club de Lipa hasta el momento».

### Listas de fin de año
| Publicación   | Lista                             | Posición | Ref.   |
| ------------- | --------------------------------- | -------- | ------ |
| NME           | Las 50 mejores canciones de 2023  | 31       | [ 27 ] |
| Rolling Stone | Las 100 mejores canciones de 2023 | 36       | [ 28 ] |
| USA Today     | Las mejores canciones de 2023     | —        | [ 29 ] |

## Video musical
El videoclip acompañante de «Houdini» fue lanzado simultáneamente con la canción. Fue dirigido por Manu Cossu y muestra a una Lipa pelirroja realizando una coreografía con un grupo de bailarines en un estudio de danza. El video ha sido descrito como una referencia al videoclip de «Hung Up» (2005) de Madonna. El video musical ganóen la categoría de mejor coreografía en los MTV Video Music Awards 2024.

## Créditos y personal
Créditos adaptados de YouTube.
- Dua Lipa – voz, composición, letra, melodías
- Kevin Parker – coros, composición, producción, arreglos, ingeniería, programación, bajo, batería, guitarra, teclados, percusión, efectos de sonido
- Danny L Harle – coros, composición, producción, arreglos, sintetizador, programación de batería
- Caroline Ailin – coros, composición, producción vocal, letras, melodías
- Tobias Jesso Jr. – coros, composición, melodías
- Cameron Gower Pool – producción vocal, ingeniería
- Josh Gudwin – mezcla
- Chris Gehringer – masterización

## Posicionamiento en listas
| Listas (2023–2024)                          | Mejor posición |
| ------------------------------------------- | -------------- |
| Argentina (Argentina Hot 100)               | 59             |
| Argentina (Monitor Latino)                  | 2              |
| Australia (ARIA)                            | 7              |
| Alemania (Official German Charts)           | 9              |
| Austria (Ö3 Austria Top 40)                 | 14             |
| Bélgica (Ultratop 50 Flandes)               | 1              |
| Bélgica (Ultratop 50 Valonia)               | 1              |
| Bolivia (Monitor Latino)                    | 10             |
| Brasil (Brasil Hot 100)                     | 54             |
| Bulgaria (PROPHON)                          | 1              |
| Canadá (Canadian Hot 100)                   | 5              |
| Canadá (Canada AC)                          | 4              |
| Canadá (Canada CHR/Top 40)                  | 2              |
| Canadá (Canada Hot AC)                      | 2              |
| CEI (TopHit)                                | 2              |
| Chile (Monitor Latino)                      | 2              |
| Colombia (Monitor Latino Top 20 Anglo)      | 1              |
| Corea del Sur (Circle BGM)                  | 63             |
| Corea del Sur (Circle Download)             | 125            |
| Croacia (Billboard)                         | 23             |
| Croacia (HRT)                               | 1              |
| Dinamarca (Tracklisten)                     | 17             |
| Emiratos Árabes Unidos (IFPI)               | 11             |
| Ecuador (Monitor Latino)                    | 9              |
| Eslovaquia (Rádio Top 100)                  | 1              |
| Eslovaquia (Singles Digitál Top 100)        | 9              |
| España (PROMUSICAE)                         | 24             |
| Estados Unidos (Billboard Hot 100)          | 11             |
| Estados Unidos (Adult Contemporary)         | 14             |
| Estados Unidos (Adult Top 40)               | 5              |
| Estados Unidos (Hot Dance/Electronic Songs) | 1              |
| Estados Unidos (Mainstream Top 40)          | 6              |
| Estados Unidos (Rhythmic)                   | 34             |
| Finlandia (Suomen virallinen lista)         | 31             |
| Francia (SNEP)                              | 7              |
| Global (Billboard Global 200)               | 3              |
| Grecia (IFPI)                               | 1              |
| Hong Kong (Billboard)                       | 21             |
| Hungría (Dance Top 40)                      | 7              |
| Hungría (Rádiós Top 40)                     | 5              |
| Hungría (Single Top 40)                     | 9              |
| Irlanda (IRMA)                              | 6              |
| Islandia (Plötutíðindi)                     | 18             |
| Italia (FIMI)                               | 17             |
| Japón (Billboard Japan Hot Overseas)        | 2              |
| Letonia (LAIPA)                             | 12             |
| Líbano (Lebanese Top 20)                    | 4              |
| Lituania (AGATA)                            | 5              |
| Luxemburgo (Billboard)                      | 3              |
| Macedonia del Norte (Radiomonitor)          | 1              |
| MENA (IFPI)                                 | 12             |
| Nicaragua (Monitor Latino)                  | 11             |
| Nigeria (TurnTable Top 100)                 | 30             |
| Noruega (VG-lista)                          | 11             |
| Nueva Zelanda (Recorded Music NZ)           | 13             |
| Países Bajos (Dutch Top 40)                 | 2              |
| Países Bajos (Single Top 100)               | 8              |
| Panamá (PRODUCE)                            | 4              |
| Paraguay (Monitor Latino)                   | 1              |
| Polonia (Polish Airplay Top 100)            | 1              |
| Polonia (Polish Streaming Top 100)          | 13             |
| Portugal (AFP)                              | 13             |
| Reino Unido (OCC)                           | 2              |
| República Checa (Rádio – Top 100)           | 1              |
| República Checa (Singles Digitál Top 100)   | 32             |
| Rusia (TopHit)                              | 1              |
| Singapur (RIAS)                             | 24             |
| Sudáfrica (Radio Top 10)                    | 4              |
| Suecia (Sverigetopplistan)                  | 13             |
| Suiza (Schweizer Hitparade)                 | 3              |
| Ucrania (TopHit)                            | 16             |
| Uruguay (Monitor Latino)                    | 13             |
| Venezuela (Record Report)                   | 35             |

| Listas (2023–2024) | Mejor posición |
| ------------------ | -------------- |
| CEI (TopHit)       | 3              |
| Paraguay (SGP)     | 10             |
| Rusia (TopHit)     | 3              |
| Ucrania (TopHit)   | 18             |

| Listas (2023)               | Posición |
| --------------------------- | -------- |
| CEI (TopHit)                | 167      |
| Países Bajos (Dutch Top 40) | 69       |

## Certificaciones
| País          | Organismo certificador | Certificación | Ventas certificadas | Ref.    |
| ------------- | ---------------------- | ------------- | ------------------- | ------- |
| Australia     | ARIA                   | Platino       | 70 000              | [ 113 ] |
| Bélgica       | BEA                    | Oro           | 20 000              | [ 114 ] |
| Canadá        | Music Canada           | Platino       | 80 000              | [ 115 ] |
| España        | PROMUSICAE             | Oro           | 30 000              | [ 116 ] |
| Francia       | SNEP                   | Platino       | 200 000             | [ 117 ] |
| Italia        | FIMI                   | Oro           | 50 000              | [ 118 ] |
| Nueva Zelanda | RMNZ                   | Oro           | 15 000              | [ 119 ] |
| Polonia       | ZPAV                   | Oro           | 25 000              | [ 120 ] |
| Portugal      | AFP                    | Oro           | 5 000               | [ 121 ] |
| Reino Unido   | BPI                    | Oro           | 400 000             | [ 122 ] |
| Suiza         | IFPI Suiza             | Oro           | 10 000              | [ 123 ] |

## Historial de lanzamiento
| Región         | Fecha                   | Formato                    | Versión                    | Discográfica   | Ref.    |
| -------------- | ----------------------- | -------------------------- | -------------------------- | -------------- | ------- |
| Varios         | 9 de noviembre de 2023  | Descarga digital streaming | Original                   | Warner Records | [ 124 ] |
| Francia        | 10 de noviembre de 2023 | Airplay                    | Original                   | Warner Records | [ 125 ] |
| Italia         | 10 de noviembre de 2023 | Airplay                    | Original                   | Warner Records | [ 126 ] |
| Reino Unido    | 13 de noviembre de 2023 | Casete CD                  | Original                   | Warner Records | [ 127 ] |
| Estados Unidos | 14 de noviembre de 2023 | Contemporary hit radio     | Original                   | Warner Records | [ 128 ] |
| Varios         | 1 de diciembre de 2023  | Descarga digital streaming | Extendida                  | Warner Records | [ 129 ] |
| Varios         | 22 de diciembre de 2023 | Descarga digital streaming | Adam Port Mix              | Warner Records | [ 130 ] |
| Reino Unido    | 29 de diciembre de 2023 | Casete CD disco de vinilo  | Original instrumental      | Warner Records | [ 131 ] |
| Europa         | 29 de diciembre de 2023 | Casete CD disco de vinilo  | Original instrumental      | Warner Records | [ 132 ] |
| Varios         | 12 de enero de 2024     | Descarga digital streaming | London Sessions            | Warner Records | [ 133 ] |
| Varios         | 19 de enero de 2024     | Descarga digital streaming | Danny L Harle Slowride Mix | Warner Records | [ 134 ] |
| Estados Unidos | 2 de febrero de 2024    | Casete CD disco de vinilo  | Original instrumental      | Warner Records | [ 135 ] |